# Núria Picas i Codina
Núria Picas i Codina (Barcelona, 1927) és una artista que va tenir un paper destacat en el període de les segones avantguardes, especialment a la Barcelona de finals dels anys 40 i 50.

## Trajectòria artística

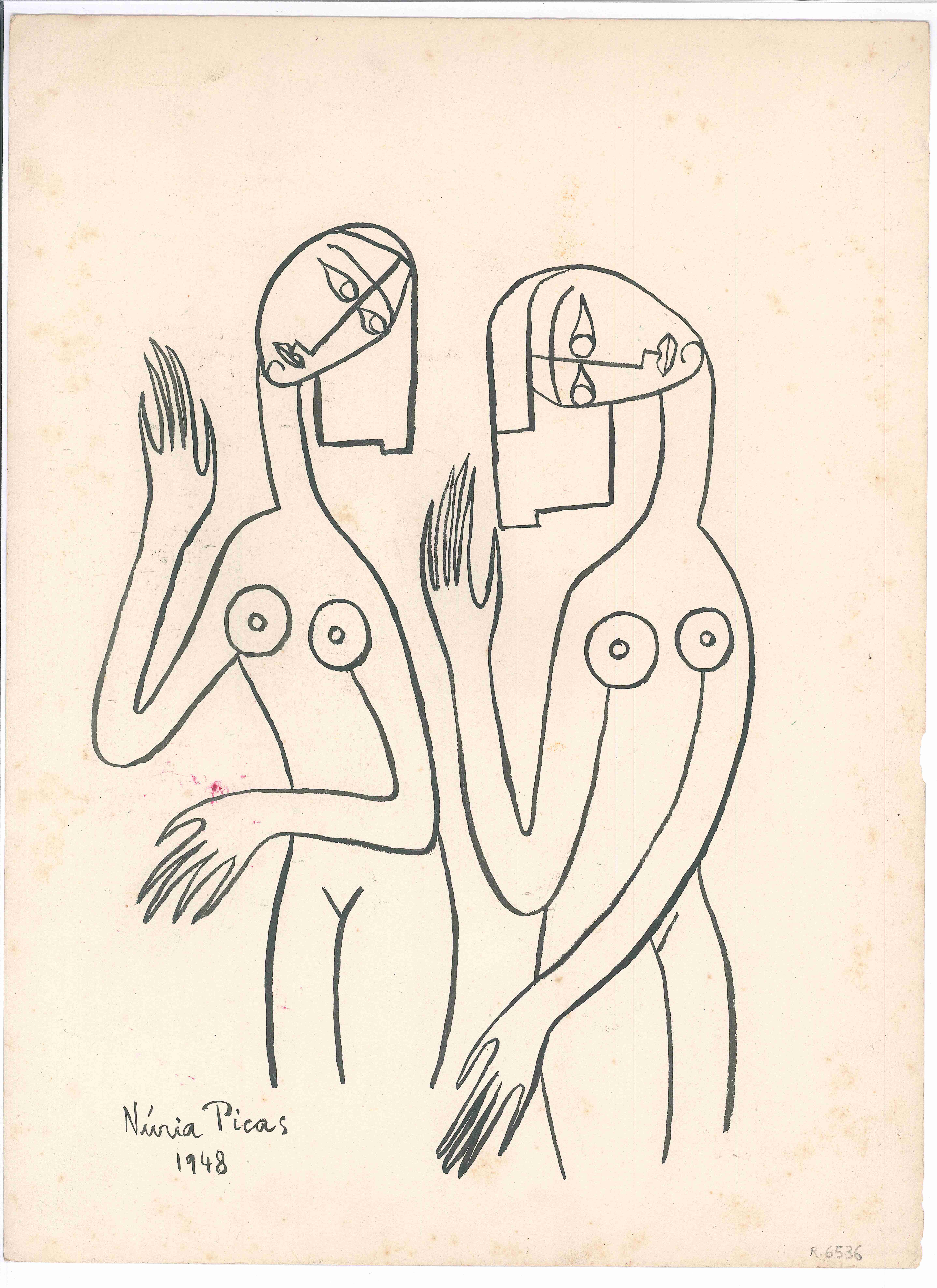
Figures femenines, 1948, tinta sobre paper (Museu Abelló)

Es va formar a finals dels anys 40 al costat de Ramon Calsina, i des de ben jove va participar de manera molt activa en els cercles artístics d'avantguarda de Barcelona, especialment en les activitats organitzades pel Cercle Maillol i l'Institut Francès. Això, la va impulsar a buscar noves maneres d'expressar-se i de sentir-se còmode en relació al seu llenguatge plàstic, que es configurà de manera molt diferent al tipus d'art en el qual es va formar. De fet, ella mateixa diu que va tenir una espècie de revelació, com una epifania, quan tenia 19 anys i decideix canviar totalment el seu estil pictòric. Abandonà la pintura acadèmica, de la figura, i comença a experimentar amb els seus referents més pròxims, com els seus pares o cosins. És així com comença a jugar amb l'art d'avantguarda, que va poder admirar de molt jove al Palau de la Virreina, en  una exposició d'artistes francesos contemporanis com Matisse, i que es convertiran en els seus referents. Mitjançant l'institut Francès comença a tenir contacte amb altres artistes de la seva generació i s'aproxima a  altres cercles de la cultura, com la literatura o l'arquitectura.
Canvia el paradigma de la seva obra quan vol buscar una línia més concreta, eliminant tot allò que és artificial, i comença a geometritzar les formes, buscant una manera més moderna de percebre la realitat.
Al Museu Abelló de Mollet del Vallès s'hi conserva una obra de 1948, moment en el qual trenca amb l'ambient més acadèmic per a treballar un llenguatge més pròxim a les seves inquietuds artístiques. Fa aquest dibuix amb 19 anys, per tant, tot finalitzada la seva formació, i es poden veure veure clarament les influencies del cubisme, així com el moviment primitivista i la pintura romànica. Dues persones fonamentals en la seva trajectòria artística van ser el seu cosí Jaume Picas i Enric Jardí, crític d'art i advocat, que al veure el canvi que va experimentar la Nuria la van animar a pintar.
A més, fa la peça l'any en el qual podem veure per primera vegada obra seva exposada per al públic als Salons d'Octubre de Barcelona: la primera gran iniciativa artística per a exposar la pintura que trenca amb l'academicisme i amb la Acadèmia oficial del règim, que, com a conseqüència, va tenir un ressò molt negatiu en la crítica del moment. De fet,  fins i tot, sabem que un grup d'assaltants va entrar en una d'aquestes exposicions i va destruir obres, entre les quals, una de Nuria Picas.
L'any 1949 es muda a Glasgow amb el seu marit, l'escriptor Jordi Sarsanedas. De camí, fa parada a Chartres i a altres esglésies medievals, i això provoca que la seva obra, com a influència clara d'aquesta experiència, agafa llum i cromatismes fins aleshores desconeguts, influencia  sobretot dels vitralls. La seva pintura busca una bellesa atípica, directa, i amb uns aires toscos.
És també aquest el moment en el qual Núria Picas comença a treballar en el camp de les arts gràfiques, on el seu dibuix té una gran acollida: comença a connectar amb una nova espiritualitat que troba en la seva simplicitat tècnica un bon mitjà de difusió d'expressions gràfiques. A mesura que passa el temps, cada vegada pinta menys, i a partir dels anys 70 la seva obra torna a canviar dràsticament cap a uns ambients i unes figures molt més festives, alegres i coloristes, que res tenen a veure amb les obres de la seva primera època: apareix un gran canvi de concepció artística amb un marcat accent cromàtic.